# Emma Tenayuca
Emma Beatrice Tenayuca, née le 21 décembre 1916 à San Antonio et morte le 23 juillet 1999 dans la même ville, est une dirigeante syndicale américaine, une militante des droits civiques et une éducatrice. Elle est surtout connue pour son travail d'organisation des travailleurs mexicains au Texas dans les années 1930, en particulier pour avoir dirigé la grève des décortiqueurs de noix de pécan de San Antonio en 1938 . Elle est également connue pour son implication auprès du Parti communiste américain afin de défendre les intérêts des Mexicains et des Américains d'origine mexicaine.

## Vie privée
Emma Tenayuca naît en 1916 de Sam Tenayuca et Benita Hernandez Zepeda descendante de colons espagnols. Sa famille possède des origines Tejano (en) (américains dans le sud du Texas, antérieures à l'indépendance du Mexique et à la guerre américano-mexicaine) et des origines mexicaines. Elle est l'aînée d'une fratrie de onze enfants. Dès son plus jeune âge, elle déménage pour vivre avec ses grands-parents afin de soulager ses parents. La famille Tenayuca est durement touchée par la Grande Dépression. Autour d'elle, Emma commence à voir la souffrance des travailleurs de la classe inférieure.
En 1938, elle se marie à Homer Bartchy, également connu sous le pseudonyme de « Homer Brooks », président du Parti Communiste Texan. Par la suite, Tenayuca décroche son diplôme universitaire. Elle se sépare de Brooks en 1941 et quitte sa ville natale pour s'inscrire à l'Université d'État de San Francisco, où elle se spécialise dans l'éducation. Tenayuca divorce de son mari et s'éloigne du communisme après avoir appris l'existence du régime de Joseph Staline. Elle obtient ensuite une maîtrise en éducation de l'Université Our Lady of the Lake à San Antonio. Par la suite, elle enseigne dans le district scolaire de Harlandale jusqu'à sa retraite en 1982.

## Implications politique
En 1937, Emma Tenayuca rejoint le Parti communiste américain. Elle y adhère par convictions, les valeurs défendues par le parti correspondent aux siennes, à savoir le soutien à l'égalité et l'aide aux minorités en difficulté. Toutefois, elle ne revendique pas son appartenance. En raison des importantes convictions anticommunistes aux États-Unis, Tenayuca est prise pour cible et critiquée en raison de son affiliation au parti. Les employeurs, l'Église et d’autres autorités ont lancé une campagne de dénigrement pour présenter Tenayuca comme une radicale.
Moins d'un an plus tard, elle doit prendre la parole lors d'une petite réunion du parti communiste à l'auditorium municipal, autorisée par le maire de San Antonio, Maury Maverick. Une foule de 5 000 personnes attaque l'auditorium avec des briques et des pierres « pour chasser les communistes ». Le soir même les assaillants et des membres du Ku Klux Klan brûlent un mannequin à l’effigie du maire pour protester contre son soutien à Emma Tenayuca. La police aide Emma Tenayuca à échapper à la foule, mais elle reçoit des menaces de morts et est contrainte de quitter San Antonio.
En 1940, Tenayuca est la candidate du Parti communiste à la Chambre des représentants des États-Unis dans la 20e circonscription du Texas. Elle termine troisième, derrière les candidats démocrate et républicain, remportant 76 voix sur 56 447 voix exprimées.
En 1946, Emma Tenayuca décide de quitter le Parti communiste par déception. La signature du pacte Molotov-Ribbentrop est l'un des facteurs de sa désillusion.

## Syndicat et militantisme politique
Elle est une militante syndicale avant d'être diplômée de la Brackenridge High School de San Antonio. La première arrestation de Tenayuca a lieu à l'âge de 16 ans, en 1933, lorsqu'elle rejoint un piquet de grève des travailleurs contre la Finck Cigar Company. Après le lycée, Tenayuca obtient un poste d'opératrice d'ascenseur, mais elle continue à travailler pour les droits de l'homme. À l'époque, de nombreux Mexicains et Américains d'origine mexicaine vivant à San Antonio ont fui la révolution mexicaine des années 1910 et sont exclus des programmes d'emploi et de logement du New Deal. En outre, les Américains d'origine mexicaine font l'objet d'expulsions massives parce qu'on craint qu'ils ne volent des emplois aux États-Unis et parce que la Grande Dépression a réduit le nombre d'emplois disponibles.

### Grève de 1938
Dans les années 1930, San Antonio est un centre important pour l'industrie du vêtement ; cependant, les travailleurs sont soumis à des conditions de travail déplorables, recevaient de faibles revenus et n'ayant pas de garantie d'emploi. Tenayuca n'a que 21 ans lorsque la grève éclate dans la communauté. Au cours de cette grève, jusqu'à 12 000 travailleurs de plus de 130 usines débrayent pour protester contre une réduction de salaire d'un cent par livre de noix de pécan décortiquées et contre des conditions de travail épouvantables. Les travailleurs d'origine mexicaine et chicano qui ont dressé un piquet de grève sont frappés à coups de matraque, reçoivent des gaz lacrymogènes, sont arrêtés et incarcérés. Pendant toute la durée de la grève, Tenayuca et les employés sont soumis à toute une série d'épreuves, y compris des affrontements violents avec les forces de l'ordre et les hommes de main de l'entreprise. Elle travaille sans relâche pour que les revendications des travailleurs soient satisfaites. Elle organise des piquets de grève, prononce des discours et utilise ses compétences en communication pour obtenir le soutien d'autres syndicats et organisations. Après trente-sept jours, la grève est finalement levée lorsque les exploitants de noix de pécan de la ville décident de participer aux négociations. La loi sur les normes de travail équitables (Fair Labor Standards Act) porte le salaire minimum à vingt-cinq cents de l'heure en octobre de la même année. Tenayuca est photographiée et présentée dans le magazine Time, qui l'a qualifiée de « première ligne de la plupart de ses troubles civiques ».

### Workers Alliance of America (WAA)
Après avoir dirigé la manifestation de 1938 contre le conseil municipal de San Antonio, Tenayuca est accusée d'« incitation à l'émeute » et de « trouble à l'ordre public ». Les accusations sont abandonnées faute de preuves. Malgré ce revers, Tenayuca poursuit ses activités et travaille jusqu'à la fin des années 1940 pour la Workers Alliance of America (WAA) et d'autres syndicats. La WAA est créée en 1935 par le Parti communiste américain (CPUSA) en tant qu'organisation de façade pour mobiliser les chômeurs, les travailleurs sous-employés et les travailleurs non qualifiés qui ont été exclus des syndicats traditionnels pendant la Grande Dépression. L'objectif de l'organisation est de promouvoir l'assurance chômage financée par le gouvernement, les programmes d'aide à l'emploi et la défense des droits des travailleurs.
Elle gagne le respect et l'admiration de ses collègues et du mouvement syndical dans son ensemble grâce à sa persévérance et son dévouement sans faille à la cause des droits des travailleurs. Tenayuca se bat constamment pour organiser les employés et faire progresser les objectifs de l'organisation en tant que membre éminent de la WAA.

## Activisme pour les droits civiques

### Ligue des femmes pour la paix et la liberté
Emma Tenayuca est également membre de la Ligue des femmes pour la paix et la liberté (WLPF), un groupe féministe mondial créé en 1915 avec pour mission de faire progresser la justice sociale, l'égalité et le désarmement. À la fin des années 1930, peu après la manifestation de San Antonio, Tenayuca s'engage dans le Parti de libération des femmes (WLPF). En 1940, elle assiste à la convention internationale du Mouvement de libération des femmes pour la paix (WLPF) à Washington D.C., en tant que déléguée, représentant la branche de San Antonio de l'organisation. La participation de Tenayuca à la convention lui offre l'occasion de discuter de l'importance de la paix et du désarmement malgré les hostilités de la Seconde Guerre mondiale.

### Manifestations contre les coups portés aux migrants mexicains par la patrouille frontalière américaine
En 1942, en tant qu'organisatrice nationale de la Workers Alliance of America, Emma Tenayuca dirige une manifestation à San Antonio pour protester contre la violente agression par la patrouille frontalière américaine à l'encontre d'un groupe de migrants mexicains. Les agents de la patrouille frontalière ont agressé physiquement les migrants, puis les ont laissés mourir dans le désert des suites de leurs blessures. L'indignation de Tenayuca face à l'incident l'amène à organiser une manifestation qui attire l'attention sur le traitement inhumain des migrants à la frontière entre les États-Unis et le Mexique. En 1944, elle organise une nouvelle manifestation contre la violence infligée aux migrants par la patrouille frontalière. Son rassemblement à San Antonio, qui attire plus de 1 500 personnes, est une condamnation claire et sans équivoque des pratiques cruelles et inhumaines de la patrouille frontalière. Ces manifestations révèlent le fort engagement de Tenayuca à lutter contre les injustices auxquelles sont confrontés les migrants mexicains et sa détermination inébranlable à créer une société plus juste et plus égalitaire.

## Héritage
Après sa retraite, Emma Tenayuca est touchée par la maladie d'Alzheimer et décède le 23 juillet 1999. Cependant, elle continue d'être une source d'inspiration pour les militants bien après sa disparition. Cette influence est clairement démontrée dans That's Not Fair! Lutte pour la justice d'Emma Tenayuca, un livre pour enfants qui raconte son rôle dans la grève des décortiqueurs de noix de pécan. L'histoire d'Emma Tenayuca est également racontée dans différentes pièces de théâtre écrites pour honorer son dévouement et ses contributions. Une biographie complète de sa vie est en train d'être rédigée par sa nièce, dont la publication est prévue pour 2021,. Le South Texas Civil Rights Project lui dédie un prix annuel, le Emma Tenayuca Award, décerné aux personnes œuvrant pour la protection des droits civils. Emma Tenyuca gagne le surnom de "La Pasionaria de Texas" (en espagnol pour "La Passionnée") en raison des nombreuses manifestations qu'elle organise en dépit des nombreuses arrestations dont elle a fait l'objet. Le Parti communiste américain a une section nommé en son honneur.

## Lectures complémentaires
- Zaragosa Vargas, Labor Rights Are Civil Rights : Mexican American Workers in Twentieth-Century America, Princeton : Princeton University Press, 2013., 28 octobre 2007 (ISBN 978-0691134024, OCLC 952775499)